# Titta hon snackar också!
Titta hon snackar också! (engelska: Look Who's Talking Too) är en amerikansk romantisk komedifilm från 1990 i regi av Amy Heckerling, med John Travolta, Kirstie Alley, Olympia Dukakis och Elias Koteas i rollerna. Filmen är en uppföljare till Titta han snackar! (1989). Ännu en film i serien släpptes 1993, Titta vem som snackar nu!

## Handling
James (John Travolta) och Mollie (Kirstie Alley) får en dotter som kan "prata" (röst Roseanne Barr) med den förstfödda sonen Mikey (röst Bruce Willis).

## Rollista
| John Travolta     | – James                    |
| Kirstie Alley     | – Mollie                   |
| Olympia Dukakis   | – Rosie                    |
| Elias Koteas      | – Stuart                   |
| Twink Caplan      | – Rona                     |
| Bruce Willis      | – Röst till Mikey          |
| Roseanne Barr     | – Röst till Julie          |
| Damon Wayans      | – Röst till Eddie          |
| Gilbert Gottfried | – Joey                     |
| Mel Brooks        | – Röst till Mr. Toilet Man |